# 藤本哲也 (公取官僚)
藤本哲也（ふじもと てつや、1963年7月24日 - ）は、日本の財務・公取官僚。公正取引委員会事務総局経済取引局長。公正取引委員会事務総局経済取引局取引部長、公正取引委員会事務総局官房政策立案総括審議官、公正取引委員会事務総局審査局長、公正取引委員会事務総長などを歴任。

## 来歴
大阪府出身。東京大学法学部卒業。東大法学部4年次に国家公務員一種試験（法律）に合格。1987年 大蔵省入省。大臣官房秘書課配属。職員研修の計画作りに携わる。シンガポール国立大学でMBA修得。1996年7月 主計局総務課長補佐（企画）。1997年4月 主計局総務課長補佐（企画） 兼 銀行局総務課。2015年8月6日 公正取引委員会事務総局官房総務課長。2018年7月13日 公正取引委員会事務総局近畿中国四国事務所長。2020年1月15日 公正取引委員会事務総局経済取引局取引部長。同年7月21日 公正取引委員会事務総局官房政策立案総括審議官。2021年7月1日 公正取引委員会事務総局審査局長。2022年7月1日 公正取引委員会事務総局経済取引局長。 2023年7月5日 公正取引委員会事務総長。2025年7月1日、辞職。

## 略歴
- 1987年4月：大蔵省入省。大臣官房秘書課配属。
- 1989年6月：留学（シンガポール国立大学）。
- 1991年7月：理財局資金第一課原資係長[5]。
- 1992年7月：理財局資金第一課企画係長[6]。
- 1993年7月：佐世保税務署長。
- 1994年7月：大臣官房付 兼 法務省刑事局刑事法制課付。
- 1996年7月：主計局総務課長補佐（企画）[3]。
- 1997年4月：主計局総務課長補佐（企画） 兼 銀行局総務課[1][3]。
- 1997年7月：主計局主計企画官補佐（調整第一、三係主査）。
- 1998年7月：主計局主計官補佐（労働第一、二係主査）。
- 1999年7月：主税局税制第三課長補佐。
- 2000年7月：主税局税制第一課長補佐。
- 2001年1月6日：財務省主税局税制第一課長補佐 兼 主税局調査課長補佐。
- 2001年7月：主税局税制第一課長補佐 兼 主税局調査課長補佐 兼 主税局税制第一課審査室長 兼 主税局税制第二課。
- 2002年7月：大臣官房付 兼 内閣府政策統括官（経済財政 - 運営担当）付参事官（予算編成基本方針担当）付参事官補佐。
- 2003年7月：金融庁総務企画局政策課長補佐 兼 総務企画局政策課政策調整官。
- 2004年3月：中央大学法科大学院特任教授。
- 2007年4月：大臣官房企画官 兼 理財局総務課。
- 2007年7月：理財局国有財産業務課特定国有財産整備室長 兼 理財局総務課。
- 2008年7月4日：大臣官房参事官（主計局給与共済課担当） 兼 内閣官房内閣参事官 （内閣官房副長官補付） 兼 内閣官房行政改革推進室参事官。
- 2009年7月：公正取引委員会事務総局経済取引局調整課長。
- 2011年1月：公正取引委員会事務総局経済取引局取引部企業取引課長。
- 2013年7月：公正取引委員会事務総局審査局審査長（第二審査長）。
- 2014年7月：公正取引委員会事務総局審査局管理企画課長。
- 2015年8月6日：公正取引委員会事務総局官房総務課長。
- 2018年7月13日：公正取引委員会事務総局近畿中国四国事務所長。
- 2020年1月15日：公正取引委員会事務総局経済取引局取引部長。
- 2020年7月21日：公正取引委員会事務総局官房政策立案総括審議官。
- 2021年7月1日：公正取引委員会事務総局審査局長。
- 2022年7月1日：公正取引委員会事務総局経済取引局長。
- 2023年7月5日：公正取引委員会事務総長。
- 2025年7月1日：辞職[4]